# Kvartopirci (Caravaggio)
Kvartopirci (italijansko I Bari), naslikana okoli leta 1594, je slika italijanskega umetnika Michelangela Merisisa da Caravaggia. Dogovorjeno je, da je izvirno delo tisto, ki ga je leta 1987 dobil muzej umetnosti Kimbell, čeprav je Caravaggio morda naslikal več kot eno različico.

## Zgodovina
Delo predstavlja pomemben mejnik za Caravaggia . Naslikal ga je, ko je poskušal samostojno kariero, potem ko je zapustil delavnico Cavaliereja Giuseppeja Cesari d'Arpina, za katerega je slikal 'rože in sadje', izpopolnjeval podrobnosti za množično Cavalierejevo proizvodnjo. Caravaggio je januarja 1594 zapustil Arpinovo delavnico in začel prodajati dela prek prodajalca Costantina, s pomočjo Prospera Orsija, uveljavljenega slikarja manierističnih grotesk (maske, pošasti itd.). Orsi je Caravaggia predstavil svoji široki mreži stikov v svetu zbirateljev in pokroviteljev.

## Kompozicija
Slika prikazuje drago oblečenega, a nematerialistična fanta, ki igrata karte z drugim fantom. Drugi fant, kvartopirec, ima za hrbtom dodatne karte, ne da bi videl znamenje, vendar ne gledalčevega in zlovešči starejši moški pokuka čez ramo in se oglasi svojemu mlademu sostorilcu. Ta drugi fant ima pri roki tudi bodalo.
To je bila druga tovrstna Caravaggiova slika. Pozornost je pritegnila prva, Vedeževalka (Buona ventura ) in ta slika je razširila njegov sloves, čeprav je bil v tej fazi manj pomemben. Subjekti Vedeževalke in Kvartopircev so ponudili nekaj novih, realističnih prizorov življenja na ulici, še posebej s temi lepo opozorjenimi na majhnimi podrobnostmi, kot so razcepljeni prsti na rokavicah starejšega moškega ali pa najstniškega goljufa zaskrbljeni pogled na svojega gospodarja. Psihološki vpogled je prav presenetljiv, tri figure, ki jih povezuje skupna drama, a vsaka ima svoj edinstven del v večji predstavi - kajti če te nedolžni prevara, drugi fant ni starejši, tisti nedolžni pa je pokvarjen celo kot vara galeb.
Slika Kvartopirci je bila s svojo mešanico brutalnega nizkotnega življenjskega realizma in sijoče beneške dobrote zelo občudovana, Orsi pa je »šel okoli slave (Caravaggiovega) novega sloga in si povečal ugled svojega dela«. Zdi se, da je Caravaggio ustvaril več različic dela (kot je razvidno v spodnjem odstavku o izvoru). Preživelo je več kot petdeset kopij in različic drugih slikarjev. 

## Izvor
Preko Costantina ali Orsija je Caravaggio spoznal uglednega zbiratelja kardinala Francesca Del Monteja, ki je kupil Kvartopirce in postal prvi pomemben umetnik, ki mu je dal stanovanje v svoji Palazzo Madami na Piazza Navona , zdaj enega glavnih trgov v Rimu.
Delo je iz del Monteove zbirke vstopilo v zbirko kardinala Antonia Barberinija, nečaka papeža Urbana VIII. (Čigar portret, Portret Maffea Barberinija, je Caravaggio naslikal leta 1598), v Rimu in je prešla v družino Colonna-Sciarra . V 1890-ih letih je izginila in bila ponovno odkrita leta 1987 v zasebni zbirki v Zürichu ; pozneje je bila prodana in je trenutno v zbirki umetniškega muzeja Kimbell v Fort Worthu v Teksasu.
Britanski umetnostni zgodovinar Denis Mahon je kopijo Kvartopircev pridobil na dražbi leta 2006. Čeprav so jo Sotheby's prodali kot kopijo dela v umetniškem muzeju Kimbell in umetnika, ki ni Caravaggio, je Mahon trdil, da gre za repliko avtorja Caravaggia. Obstaja pentimento (sprememba slike, ki jo dokazujejo sledi prejšnjega dela, ki kažejo, da si je umetnik v procesu slikanja premislil glede kompozicije), v katerem je bil skrit celoten detajl obraza enega od goljufov, kljub temu, da ga je preslikal klobuk. To kaže, da je malo verjetno, da bi to storil izdelovalec kopije . Pripisovanje te različice Caravaggiu je splošno sprejeto, čeprav je od leta 2014 predmet pravnega spora .
To kaže na to, da je Caravaggio morda naslikal vsaj dve različici dela, kot se verjame, da so njegove Deček, ki ga je ugriznil kuščar, Vedeževalke in Igralka lutnje. Sir Denis Mahon je umrl leta 2011, slika pa je bila posojena  londonskem muzeju reda sv. Janeza in zavarovana za 10.000.000 funtov . Visoko sodišče v Angliji in Walesu je 16. januarja 2015 razsodilo v prid Sothebyju, rekoč, da so Sothebyjevi utemeljeno ugotovili, da slika najverjetneje ne bi bila Caravaggiov; sodnik je posledično tožniku naložil plačilo 1,8 milijona funtov za pravne stroške Sothebyja.